# Trái Đất rỗng
Trái Đất rỗng là một tập hợp các thuyết cho rằng Trái Đất hoặc là hoàn toàn rỗng hoặc có chứa một không gian rỗng đáng kể bên trong nó. Các thuyết này từ lâu đã bị phủ nhận bởi một số lượng lớn những bằng chứng quan trắc khoa học cũng như những hiểu biết hiện đại về sự hình thành các hành tinh. Hội đồng Khoa học đã bác bỏ quan điểm này ít nhất là từ cuối thế kỷ 18.
Tuy nhiên, những thuyết về Trái Đất rỗng vẫn xuất hiện trong văn hóa dân gian và là tiền đề cho một nhánh của tiểu thuyết viễn tưởng chuyên viết về những thế giới ngầm dưới lòng đất. Nó cũng xuất hiện trong những học thuyết khoa học hiện đại như thuyết âm mưu và giả khoa học.

## Các giả thuyết

### Cổ đại

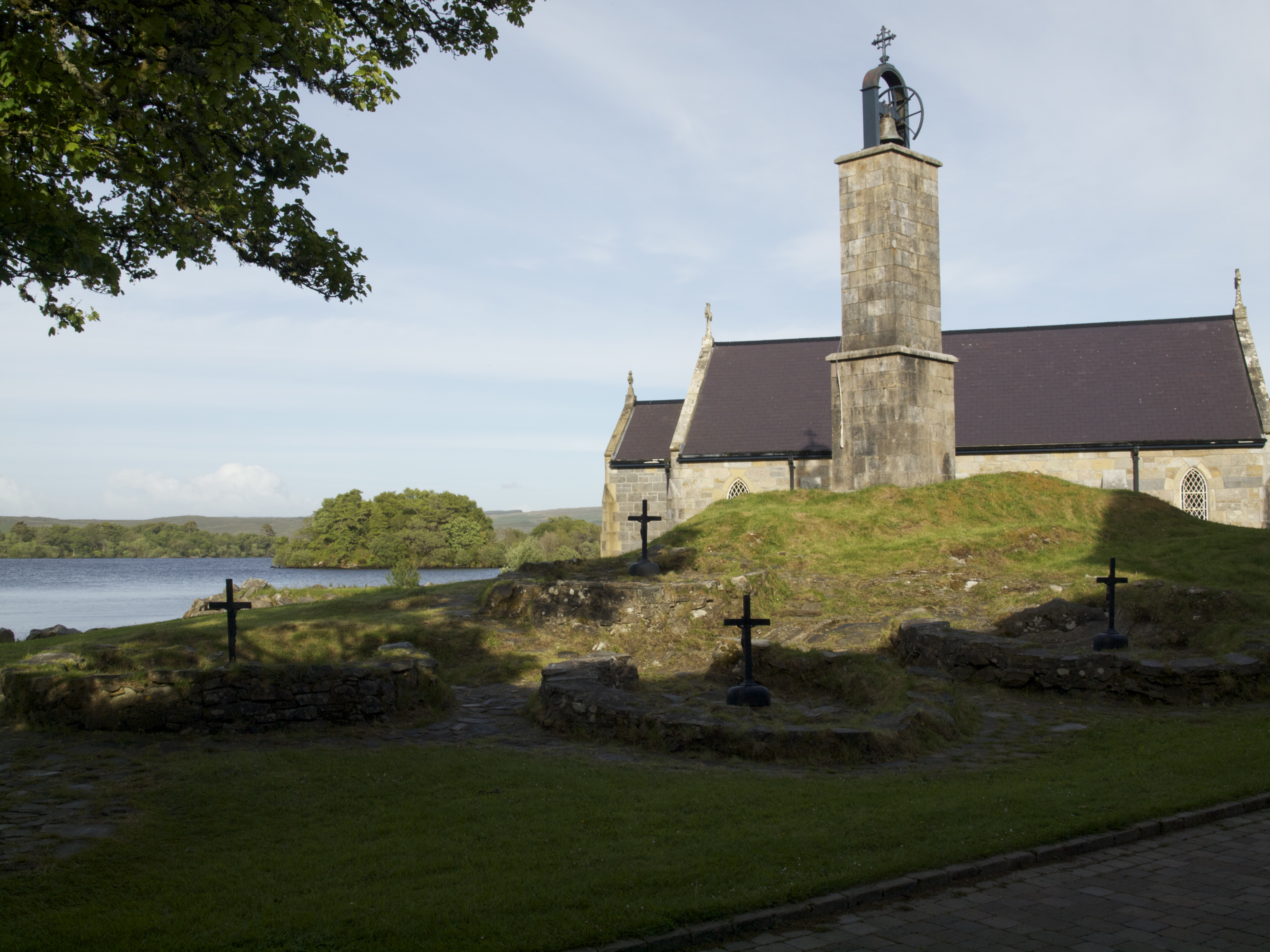
Chapel, tháp chuông và những chiếc giường sám hối ở Station Island, (Ireland). Tháp chuông đứng trên một gò đất là nơi có hang động dẫn xuống nơi chuộc tội (luyện ngục). Hang động này đã đóng cửa vào ngày 25 tháng 10 năm 1632.

Trong thời kỳ cổ đại, ý tưởng về một thế giới trong lòng đất dường như là một ý tưởng đáng để tranh cãi, và nó đã gắn liền với khái niệm về những nơi như Hades trong thần thoại Hy Lạp (Hades được dùng để chỉ cả vị thần cai quản địa ngục trong thần thoại Hy Lạp cũng như địa ngục), Niflheim trong thần thoại Bắc Âu, Địa ngục trong Thiên Chúa giáo, Sheol trong Do Thái giáo (với những mô tả chi tiết về thế giới trong lòng đất qua những tác phẩm của đạo Kabbalah như Zohar và Hesed L'Avraham). Ý tưởng về một thế giới dưới lòng đất cũng được đề cập trong các bản Kinh Vệ Đà, chẳng hạn như trong kinh Puranas có kể câu chuyện về một thành phố cổ được gọi là Shamballa nằm bên trong Trái Đất. Niềm tin về Shamballa là một thành phố trong lòng đất cũng xuất hiện trong Phật giáo Tây Tạng.
Khái niệm về một vùng đất ngầm dưới lòng Trái Đất khá phổ biến trong văn hóa dân gian, thần thoại và truyền thuyết thời cổ đại.
Theo người Hy Lạp cổ đại thì có những hang động nằm dưới lòng đất là những lối dẫn vào âm phủ, như là những hang động tại Tainaron vùng Lakonia, Trozien vùng Argolis, Ephya vùng Thesprotia, Herakleia vùng Pontos, và vùng Ermioni. Theo truyền thuyết của người Thracia và Dacia thế giới dưới lòng đất được cai quản bởi một cổ thần tên là Zalmoxis. Trong tôn giáo vùng Lưỡng Hà có chuyện kể về một người đàn ông đi vào đường hầm trong núi "Mashu" và vào một khu vườn trong lòng đất.
Trong thần thoại Celtic có truyền thuyết về một hang động được gọi là "Cruachan", hay còn được biết đến như là "cổng địa ngục của Ireland", một hang động huyền thoại và cổ xưa mà theo truyền thuyết nói rằng xưa kia những sinh vật lạ đã chui lên, và hiện còn được nhìn thấy trên mặt đất. Ngoài ra còn có câu chuyện về các hiệp sĩ thời trung cổ và các vị thánh đã đi hành hương đến một hang động nằm trên Station Island, tỉnh Donegal ở Ireland. Tại đây, họ đã thực hiện cuộc hành trình vào trong lòng đất để đến luyện ngục. Thần thoại Ailen còn cho rằng đường hầm ở tỉnh Down, phía Bắc Ireland, dẫn đến vùng đất của người Tuatha de Danaan, một tộc người được cho là đã truyền dạy đạo Druid (một tôn giáo cổ) cho người Ireland, và sau đó quay trở lại lòng đất.
Một truyền thuyết cổ xưa của bộ lạc Naga Angami ở Ấn Độ cho rằng tổ tiên của họ đã chui lên từ một vùng đất ngầm bên trong Trái Đất vào thời cổ đại. Có những truyền thuyết của người Taíno cũng cho rằng tổ tiên của họ đã chui lên từ hai hang động trên một ngọn núi ở dưới lòng đất vào thời cổ đại.
Theo tín ngưỡng những người bản địa tại quần đảo Trobriand (nay là quần đảo Kiriwina), tổ tiên của họ đến từ dưới lòng đất, thông qua hang động "Obukula". Dân gian Mexico cổ xưa có một truyền thuyết cho rằng hang núi nằm cách Ojinaga, México 5 dặm về phía nam thuộc quyền sở hữu của những sinh vật quỷ quái tới từ trong lòng đất.
Có một huyền thoại thời kỳ trung cổ cho rằng những ngọn núi nằm giữa Eisenach và thị trấn Gotha tại Đức có một cánh cổng dẫn vào lòng đất. Truyền thuyết Nga cổ thì cho rằng tộc Samoyeds – một bộ tộc Siberia cổ đã tới sống tại một thành phố nằm sâu trong lòng đất.

### Thế kỷ 17 - 18

Giả thuyết của Edmond Halley

Ý tưởng của Leonhard Euler về một Trái Đất rỗng với hai cực mở ra và một ngôi sao trong lòng đất

Vào năm 1692, Edmond Halley đưa ra các ý tưởng về một Trái Đất rỗng bao gồm phần vỏ bên ngoài với bề dày khoảng 800 km (500 dặm), hai vỏ đồng tâm ở bên trong và một lõi ở trong cùng, tương ứng với đường kính của Sao Kim, Sao Hỏa và Sao Thủy. Mỗi phần vỏ có một khí quyển và những cực từ trường riêng biệt. Những khối cầu này xoay quanh với các tốc độ khác nhau. Halley đề xuất hệ thống sắp xếp này để giải thích cho những trường hợp la bàn chỉ bất thường. Ông dự kiến khí quyển bên trong có ánh sáng (có thể có người sống ở đó) và cho rằng khí thoát ra ngoài đã gây ra hiện tượng cực quang.
De Camp và Ley tuyên bố (trong cuốn Lands Beyond) là Leonhard Euler cũng có đưa ra ý tưởng về một Trái Đất rỗng, với nhiều lớp vỏ và một Mặt Trời đường kính 1.000 km (600 dặm) ở trong lõi để cung cấp ánh sáng cho nền văn minh tiên tiến bên trong lòng đất, tuy nhiên cả hai tác giả đều không đưa ra được tài liệu tham khảo nào; thực sự, nếu như Euler đã đề xuất ra ý tưởng này thì đó cũng chỉ là một thử nghiệm mang tính ý tưởng mà thôi.
Năm 1781, Le Clerc Milfort dẫn đầu vài trăm người da đỏ bản xứ thực hiện một cuộc hành trình vào các hang động gần sông Red khúc giao với sông Mississippi, theo Milfort thì người ta tin rằng tổ tiên của người da đỏ đã chui lên mặt đất từ các hang động trong thời cổ đại. Milfort cũng xác nhận rằng các hang động mà họ nhìn thấy "có thể dễ dàng chứa được 15.000 - 20.000 gia đình".

### Thế kỷ 19
Năm 1818, John Cleves Symmes, Jr. cho rằng Trái Đất bao gồm một vỏ rỗng dày khoảng 1300 km (810 dặm), với phần cửa mở xuyên suốt khoảng 2300 km (1400 dặm) ở cả hai cực, phía trong là 4 lớp vỏ và cũng mở ở hai cực. Symmes trở thành người nổi tiếng nhất trong những người ủng hộ thuyết Trái Đất rỗng thời kỳ đầu. Ông đã đề xuất thực hiện một chuyến thám hiểm ở lỗ Bắc Cực, nhờ vào những nỗ lực của một trong những người theo ông, James McBride. Tổng thống Hoa Kỳ John Quincy Adams cho biết ông sẽ phê chuẩn việc này nhưng ông hết nhiệm kỳ trước khi thực hiện nó. Tổng thống kế nhiệm của Hoa Kỳ là Andrew Jackson đã tạm dừng việc thử nghiệm.

## Bằng chứng phản bác

### Lực hấp dẫn
Các mô hình về Cấu trúc của Trái Đất đã xuất hiện từ những nghiên cứu về sóng địa chấn, và chúng tỏ ra khác biệt rõ rệt so với mô hình Trái Đất rỗng.
Một số lý luận phản bác khác bắt nguồn từ những nguyên tắc và hệ quả của lực hấp dẫn. Các vật thể khổng lồ thường có xu hướng co cụm lại với nhau và hình thành nên các vật thể đặc hình cầu như các hành tinh (planet) và định tinh (star), nhờ đó thế năng hấp dẫn trở nên nhỏ nhất. Nói cách khác, cấu trúc rỗng ruột hoàn toàn không có lợi về mặt năng lượng học. Thêm vào đó, vật chất thông thường không đủ vững chắc để chống giữ các vật thể rỗng không lồ như vậy trước lực hấp dẫn; một quả cầu rỗng với kích thước to bằng một hành tinh và độ dày quan sát được của lớp vỏ Trái Đất không thể nào đạt được trạng thái cân bằng thủy tĩnh với khối lượng của chính nó và nó sẽ sụp đổ.
Đồng thời, những cư dân sống trong lòng đất rỗng (nếu có) sẽ không chịu một lực hút lớn như người dân sống ở bề mặt ngoài, nói cách khác người sống trong lòng đất sẽ ở trong trạng thái gần như không trọng lượng. Điều này được minh chứng lần đầu tiên bởi Isaac Newton; theo định lý vỏ của ông thì lực hấp dẫn từ lớp vỏ sẽ bằng không đối với các vật thể phía trong một quả cầu rỗng, bất kể độ dày của lớp vỏ như thế nào. Thật ra, vì Trái Đất không hoàn toàn là một khối cầu hoàn hảo mà hơi dẹt ở hai đầu, một lực hấp dẫn nhỏ có thể tác động lên các vật thể trong lòng Trái Đất; đồng thời lực hút từ Mặt Trăng, Mặt Trời hay các vật thể khác cũng có thể đóng góp vào lực hấp dẫn này. Lực li tâm đến từ sự tự quay của Trái Đất cũng sẽ hút một vật thể trong lòng nó vào lớp vỏ nếu vật thể đó di chuyển với tốc độ bằng với tốc độ bên trong Trái Đất và tiếp xúc với "mặt đất" ở trong lòng quả địa cầu; tuy nhiên lực ly tâm tối đa của Trái Đất tại đường xích đạo cũng chỉ bằng 1/300 so với lực hấp dẫn của Trái Đất.
Đồng thời, nếu quả thật Trái Đất rỗng, khối lượng của nó sẽ rất nhỏ và lực hấp dẫn nó tạo ra không thể nào lớn như hiện tại được.

### Bằng chứng quan trắc
Hố sâu nhất do con người đào được có chiều sâu 12,3 km (7,6 mi). Đây là một phần trong kế hoạch Hố khoan cực sâu Kola do Liên Xô thực hiện.

## Trong tiểu thuyết

Một bản đồ của thế giới trong lòng đất từ cuốn Nữ thần của Atvatabar (1892).

Ý tưởng Trái Đất rỗng là một yếu tố rất phổ biến của tiểu thuyết, xuất hiện từ sớm trong cuốn tiểu thuyết Nicolai Klimii iter subterraneum (Chuyến du hành vào lòng đất của Niels Klim) của Ludvig Holberg vào năm 1741, trong đó kể về nhân vật Nicolai Klim rơi xuống một hang động lúc đang khảo sát hang này và trải qua nhiều năm sống ở cả hai nơi: phía trong lớp vỏ Trái Đất và trên một địa cầu nhỏ hơn nằm lọt thỏm bên trong lòng đất.
Những ví dụ đáng chú ý khác trước thế kỷ 20 bao gồm Icosaméron năm 1788 của Giacomo Casanova, một câu chuyện gồm 5 tập, 1800 trang nói về 2 anh em một trai một gái bị rơi vào bên trong Trái Đất và khám phá những điều không tưởng dưới lòng đất về các Mégamicre, một chủng tộc người lùn lưỡng tính và nhiều màu sắc; Symzonia: A Voyage of Discovery viết bởi "Captain Adam Seaborn" (1820) trong đó phản ánh ý tưởng của John Cleves Symmes, Jr.; tiểu thuyết The Narrative of Arthur Gordon Pym of Nantucket (Chuyện kể về Arthur Gordon Pym xứ Nantucket) năm 1838 của Edgar Allan Poe; tiểu thuyết A Journey to the Center of the Earth (Hành trình vào tâm Trái Đất) năm 1864 của Jules Verne, trong đó mô tả một thế giới dưới mặt đất thời tiền sử, tiểu thuyết này sau đó được Hollywood dựng thành 2 bộ phim cùng tên vào năm 1959 và 2008. Tiểu thuyết Laura, Voyage dans le Cristal năm 1884 của George Sand kể về các tinh thể khổng lồ và vô hình được phát hiện bên trong Trái Đất.
Ý tưởng này còn được Edgar Rice Burroughs, tác giả truyện Tarzan, sử dụng trong một loạt gồm bảy tiểu thuyết Pellucidar, bắt đầu bằng At the Earth's Core (1914). Với máy khoan cơ khí, nhân vật anh hùng của ông đã khám phá ra một thế giới thời tiền sử, được gọi là Pellucidar sâu 500 dặm dưới mặt đất, ở đó được thắp sáng bởi một mặt trời bên trong.
Ý tưởng đã dần dần trở thành yếu tố chính của thể loại khoa học viễn tưởng và phiêu lưu, xuất hiện trong sách báo, trong phim, trên truyền hình, trong truyện tranh, trò chơi nhập vai, và nhiều tác phẩm hoạt hình. Phần ba của Sanctuary (series phim truyền hình) lấy ý tưởng Trái Đất rỗng và một giống người đã xây dựng một thành phố trong đó.
Trong tập "Relics" của loạt phim truyền hình: Star Trek: The Next Generation và trong Final Fantasy XIII có những nét đặc trưng tương quan giữa quả cầu Dyson và Trái Đất rỗng lõm, nơi các cư dân cư trú ở bên trong lớp vỏ ngoài của Trái Đất, với một Mặt trời nhân tạo ở tâm.